# Ханс Шарун
Ханс Шарун, (на немски: Bernhard Hans Henry Scharoun), роден на 20 септември 1893 г. в Бремен, починал на 25 ноември 1972. в Берлин е германски архитект и един от най-известните представители на органичната архитектура.

## Биография

### 1893—1924 г.
След завършване на училище през 1912 до 1914 Шарун изучава архитектура във Висшето техническо училище в Берлин, но не я завършва. От ранни години се интересува от архитектура като на 16 г. създава първите си проекти. През 1915 г. е призован в армията и работи по възстановяването на Източна Прусия. Там той основава своето първо архитектурно бюро в град Инстербург. Там е запазен и един от първите му изпълнени проекти на сграда. Това е жилищен комплекс „Пъстър ред“, представляващ единственото произведение на Шарун на територията на Русия. След войната той работи като свободен архитект в Преслау (сега Вроцлав). Там реализира много проекти и организира изложби като например първата изложба на експресионистичната група Die Brücke (Мостът) в Източна Прусия.

### 1925-1945
През времето на националсоциализма Шарун остава в Германия, докато много негови колеги и познати напускат страната. През това време строи някои еднофамилни къщи, между които и известната къща на Шминке в саксонския град Льобау. По време на войната се занимава и с отстраняване на последствията на въздушните нападения. През това време запазва архитектурните си идеи чрез многобройни акварели и по този начин чрез тях се подготвя за времето след националсоциализма.

### 1945-1946
След Капитулацията на Германия и с това и идването на края на войната в Европа, Съветската военна администрация още на 19 май 1945 г. създава антифашиско общинско управление за цялата територия на Берлин. Шарун е назначен за ръководител на отдела за строително и жилищно дело и по този начин стаава отговорен за създаване на основна концепция за възстановяване и силно разрушения град. В средата на 1946 г. представя в руините на Кралския дворец (Берлин) (Берлински дворец) на немски: Berliner Schloss изложба със заглавие на немски: Berlin plant — Erster Bericht със своите представи за едно повторно строителство на града. Планът му се основава на Атинската харта на Международната организация на архитектите, приета през 1933 г. в Атина и разработена от Льо Корбюзие. Предвижда напълно премахване на остатъците от сградите и ново строителство по нов план, подобно на решетка и създаване на „жилищни клетки“, които трябва да осигуряват дом за около 5000 човека със съответните обществени сгради. Този план, притежаващ определени утопични идеи е посрещнат критично.

### След 1947
Въпреки участието си в редица конкурси, едва при конкурса за новата филхармония на Берлин, в който участва през 1956 г., той успява и печели, като проектът се реализира от 1956 до 1963 г. При този проект залата за публиката е изпълнена терасовидно, има 2200 места и обхваща от всички страни шестоъгълната сцена, намираща се в средата. При това се осигурява оптимална акустика и реализира според Шарун „връзката между човек, помещение и музика“.

## Избрани творби
- Жилищен дом в селище Вайсенхоф Щутгарт
- Сграда с апартменти в Кайзердам 25, Берлин-Вестенд (1928–1929)
- Ledigenheim in der WuWa-Werkbundausstellung в Бреслау (1928–1929)
- Сграда с апартаменти Hohenzollerndamm 35–36, Берлин-Вилмерсдорф (1929–1930)
- Сграда с апартаменти, Флинсбергер платц 3, Берлин-Шмаргендорф (1931, заедно с Адолф Радинг)
- Дом Шминке в Льовау (1930–1933)
- Къща Бенш, Берлин-Шпандау, Хьоенвег 9 (1935)
- Laubenganghaus (Block 1), Берлин-Фридрихсхайн, Karl-Marx-Allee 126/128 (1950)
- Сгради „Ромео и Жулиета“, Щутгарт-Цифенфаузен (1954–1959)
- Laubenganghaus Goebelstraße, Берлин-Шарлотенбург (1955–1956)
- Филхармонията в Берлин (1956–1963)
- Камерна музикална зала (вдясно) и Филхармонията в Берлин
- Училище Шарун, Марл (1960–1971)
- Сградата Salute, Щутгарт-Фазаненхоф (1961–1963)
- Нова сграда на държавната бибилиотека в Берлин (1964–1978)
- Жилищен квартал „Rauher Kapf“, Бьоблинген (1965)
- Немски музей на корабоплаването, Бремерхавен (1969–1975)
- Жилищна сграда „Орплид“, Бьоблинген (1971)
- Театърът във Волсбург, 1973, открит една година след смъртта на Шарун
- Селището „Цветен ред“ в Инстенбург (сега Черняховск)